# Рагби клуб Лехија Гдањск
Рагби клуб Лехија Гдањск је рагби јунион (рагби 15) клуб из Гдањска и један је од најстаријих и најтрофејних пољских клубова. Лехија је основана 1. маја 1956, и никада није испала из првог ранга такмичења у Пољској.

## Успеси
Првенство Пољске у рагбију - 12
1960, 1961, 1970, 1994, 1995, 1996, 1998, 2000, 2001, 2002, 2012, 2013
Куп Пољске у рагбију - 12 
1977, 1984, 1985, 1986, 1994, 1996, 1997, 2004, 2005, 2006, 2008, 2013